# Jardin botanique de Cayenne
Le Jardin botanique de Cayenne est un jardin botanique situé en plein centre de la ville de Cayenne.
Sur 11 hectares de jardins, plus de 99 espèces et variétés de plantes sont gérés par la Direction des Espaces verts et de l’Environnement de la mairie de Cayenne.
Étendu sur 3 hectares, le jardin botanique de Cayenne est un espace vert aménagé pour la promenade et la détente.

## Histoire
Ce jardin botanique a été créé en 1879 par le Conseil général pour remplacer, à une plus petite échelle, le Jardin royal des Plantes. Ce dernier, créé en 1820 par l'administration coloniale, devenu la pépinière de Baduel en 1840, ou jardin d'essai, sera ensuite abandonné compte tenu des rendements insuffisants de cette exploitation de 11 hectares.
L'actuel jardin botanique de Cayenne s'étend sur 3 hectares.